# Bodotria biocellata
Bodotria biocellata is een zeekommasoort uit de familie van de Bodotriidae. De wetenschappelijke naam van de soort is voor het eerst geldig gepubliceerd in 1989 door Radhadevi & Kurian.